# Lotto-Super Club/1991
Deze pagina geeft een overzicht van de Lotto-Super Club wielerploeg in  1991.

## Algemene gegevens
Sponsors: Belgische Nationale Loterij, Super Club (videotheekketen)
Ploegleiders: Jean-Luc Vandenbroucke, Jef Braeckevelt
Fietsmerk: MBK

## Renners
| Naam                      | Geboortedatum | Nationaliteit | Ploeg 1990   |
| ------------------------- | ------------- | ------------- | ------------ |
| Serge Baguet              | 18-08-1969    | België        |              |
| Thierry Bock              | 27-12-1966    | België        |              |
| Johan Bruyneel            | 23-08-1964    | België        |              |
| Claude Criquielion        | 11-01-1957    | België        |              |
| Peter De Clercq           | 02-07-1966    | België        |              |
| Dirk Demol                | 04-11-1959    | België        |              |
| Patrick Deneut            | 30-01-1960    | België        |              |
| Jos Haex                  | 19-08-1959    | België        |              |
| Bart Leysen               | 10-02-1969    | België        |              |
| Sammie Moreels            | 27-11-1965    | België        |              |
| Johan Museeuw             | 13-10-1965    | België        |              |
| Fabrice Naessens          | 13-12-1968    | België        |              |
| Jan Nevens                | 26-08-1959    | België        | Histor-Sigma |
| Hendrik Redant            | 01-11-1962    | België        |              |
| Peter Roes                | 04-05-1964    | België        |              |
| Frank Van Den Abeele      | 03-01-1966    | België        |              |
| Willem Van Eynde          | 24-07-1960    | België        |              |
| Rik Van Slycke            | 03-02-1963    | België        | Histor-Sigma |
| Patrick Verschueren       | 12-09-1962    | België        |              |
| Marc Wauters              | 23-02-1969    | België        | Neoprof      |
| Stagiairs                 |               |               |              |
| Pierre Herinne (stagiair) | 09-09-1968    | België        |              |

## Belangrijke overwinningen
| Ruta del Sol 2e etappe: Johan Museeuw 5e etappe: Johan Museeuw Omloop der Vlaamse Ardennen Ichtegem Hendrik Redant Ronde van Noordwest-Zwitserland Serge Baguet Rund um den Henninger-Turm Johan Bruyneel GP Kanton Aargau Sammie Moreels GP van Wallonië Frank Van Den Abeele Kampioenschap van Zürich Johan Museeuw Ronde van Zwitserland 4e etappe: Jan Nevens | Kampioenschap van Vlaanderen Johan Museeuw GP Stad Zottegem Peter De Clercq GP Cholet Sammie Moreels Kellogg's Tour of Britain 2e etappe: Johan Museeuw Ronde van Aragon 1e etappe: Hendrik Redant Grand Prix du Midi Libre 3e etappe: Johan Bruyneel Ronde van het Baskenland 6e etappe: Johan Bruyneel Ronde van Trentino 2e etappe: Jan Nevens |

1985 · 1986 · 1987 · 1988 · 1989 · 1990 · 1991 · 1992 · 1993 · 1994 · 1995 · 1996 · 1997 · 1998 · 1999 · 2000 · 2001 · 2002 · 2003 · 2004 · 2005 · 2006 · 2007 · 2008 · 2009 · 2010 · 2011 · 2012 · 2013 · 2014 · 2015 · 2016 · 2017 · 2018 · 2019 · 2020 · 2021 · 2022 · 2023 · 2024 · 2025